# Nyby, Malax kommun
Nyby, by i Malax kommun, Österbotten
Det är en liten och vacker by som har Pörtom och Petalax kyrkby som sina grannar. De flesta som bor där är antingen växthusodlare, potatisodlare eller jordbrukare men det finns också de som jobbar inom andra branscher. Förr i tiden hade Nyby en egen byaskola men den är nedlagd för det fanns inte tillräckligt med barn och pengar så nuförtiden så åker alla barn från Nyby till Petalax för att gå i Petalax skola.